# HRecipe
hRecipe es un borrador de microformato para detalles editoriales de las recetas que utilizan (X)HTML en páginas web, utilizando clases de HTML y atributos rel.
En su forma más sencilla,  pueda ser utilizado para identificar alimentos individuales, porque las únicas propiedades que se requieren son fn ("formatted nombre") e ingredient, los cuales pueden ser iguales para el mismo alimento:
<span class="hrecipe"><span class="fn ingredient">sugar</span></span